# Arcahaie
Arcahaie (en criollo haitiano Lakayè) es una comuna de Haití, que está situada en el distrito de Arcahaie, del departamento de Oeste.

## Historia
Fundado sobre el asentamiento indio de Kayaha, del Cacicazgo de Xaragua, los colonos afrancesaron su nombre. Pasó a ser comuna en 1821.

## Secciones
Está formado por las secciones de:
- Boucassin
- Fonds Baptiste
- Des Vases (que abarca la villa de Arcahaie y el barrio de Saintard)
- Montrouis
- Délices
- Carriès (creado en 2015 a partir de la villa de Carriès)[5]
- Matheux

## Demografía
| Gráfica de evolución demográfica de Arcahaie entre 2009 y 2015 |
|                                                                |

Los datos demográficos contemplados en este gráfico de la comuna de Arcahaie son estimaciones que se han cogido de 2009 a 2015 de la página del Instituto Haitiano de Estadística e Informática (IHSI). 

## Ciudad hermanada
La comuna está hermanada con una ciudad:
- North Miami, Estados Unidos